# 4974 Elford
4974 Elford è un asteroide della fascia principale. Scoperto nel 1990, presenta un'orbita caratterizzata da un semiasse maggiore pari a 2,6063288 UA e da un'eccentricità di 0,1090610, inclinata di 13,78336° rispetto all'eclittica.